# أليساندرو دي روز
أليساندرو دي روز (بالإيطالية: Alessandro De Rose)‏ هو غطاس إيطالي، ولد في 2 يوليو 1992 في كوزنسا في إيطاليا.